# Neolimonia argenteceps
Neolimonia argenteceps är en tvåvingeart som först beskrevs av Alexander 1912.  Neolimonia argenteceps ingår i släktet Neolimonia och familjen småharkrankar. Inga underarter finns listade i Catalogue of Life.